# Belgrado-Banja Luka
La Belgrado-Banja Luka è una corsa a tappe maschile di ciclismo su strada che si svolge ogni anno tra Belgrado, in Serbia, e Banja Luka, nella Repubblica Serba di Bosnia ed Erzegovina. 
Organizzata per la prima volta nel 2018, fa parte del calendario UCI Europe Tour come prova di classe 2.1; all'interno del calendario continentale ha sostituito le due prove in linea di classe 1.2 Belgrado-Banja Luka I e Belgrado-Banja Luka II, corse dal 2007 al 2017.

## Albo d'oro
Aggiornato all'edizione 2025.
| Anno | Vincitore           | Secondo              | Terzo               |
| ---- | ------------------- | -------------------- | ------------------- |
| 2018 | Gašper Katrašnik    | Roman Majkin         | German Tivani       |
| 2019 | Paweł Franczak      | Aaron Grosser        | Attila Valter       |
| 2020 | Jakub Kaczmarek     | Martí Márquez        | Daniil Pronsky      |
| 2021 | Mihkel Räim         | Justin Wolf          | Patryk Stosz        |
| 2022 | Jakub Kaczmarek     | Gianni Marchand      | Lennert Teugels     |
| 2023 | Gregor Matija Černe | Eduard Michael Grosu | Bartosz Rudyk       |
| 2024 | Piotr Pekala        | Davide Toneatti      | Mihael Štajnar      |
| 2025 | Dušan Rajović       | Paul Wright          | Nikiforos Arvanitou |